# マルトースエピメラーゼ
マルトースエピメラーゼ(Maltose epimerase、EC 5.1.3.21)は、以下の化学反応を触媒する酵素である。
α-マルトース {\displaystyle \rightleftharpoons } β-マルトース
従って、この酵素の基質はα-マルトース、生成物はβ-マルトースである。
この酵素は、異性化酵素、特に炭化水素やその誘導体に作用するラセマーゼやエピメラーゼに分類される。系統名は、マルトース 1-エピメラーゼである。